# Cestovní ruch

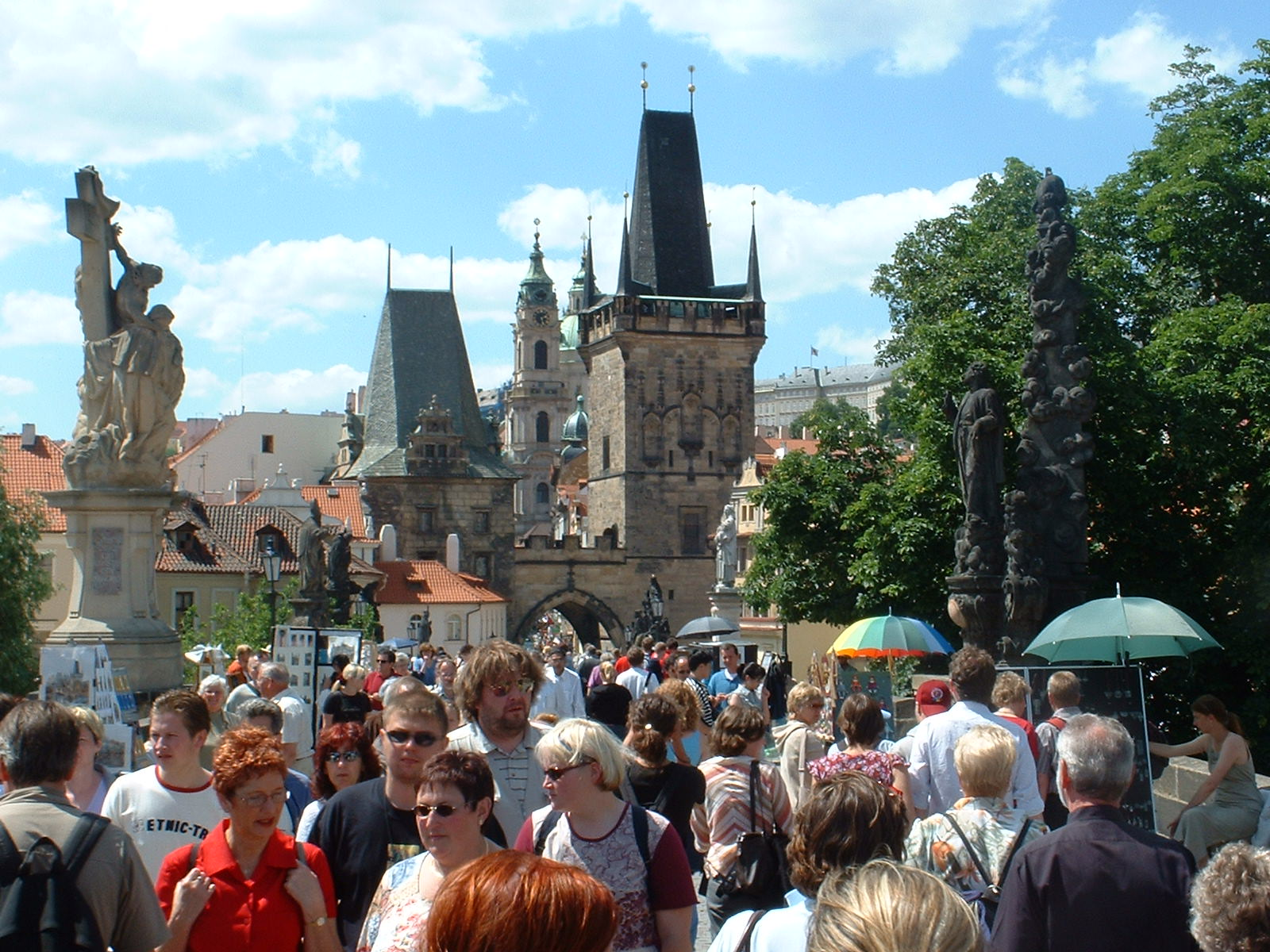
Masa turistů na Karlově mostě v Praze

Cestovní ruch nebo také turismus je souhrn přechodných pobytů osob (turistů) v cílových oblastech (destinacích) a souhrn služeb, které jejich cestování a pobyty organizují a podporují. Tvoří významnou část národního hospodářství, zejména v některých zemích, a podle Světové organizace cestovního ruchu (World Tourism Organization, UNWTO) jen mezinárodní cestovní ruch představuje asi 25 až 30 % všech světových služeb a zaměstnává přes 100 milionů osob. Přes hranice cestovalo v roce 2008 celkem 922 milionů osob a vznikl tak obrat v objemu 642 miliard eur.

## Turista

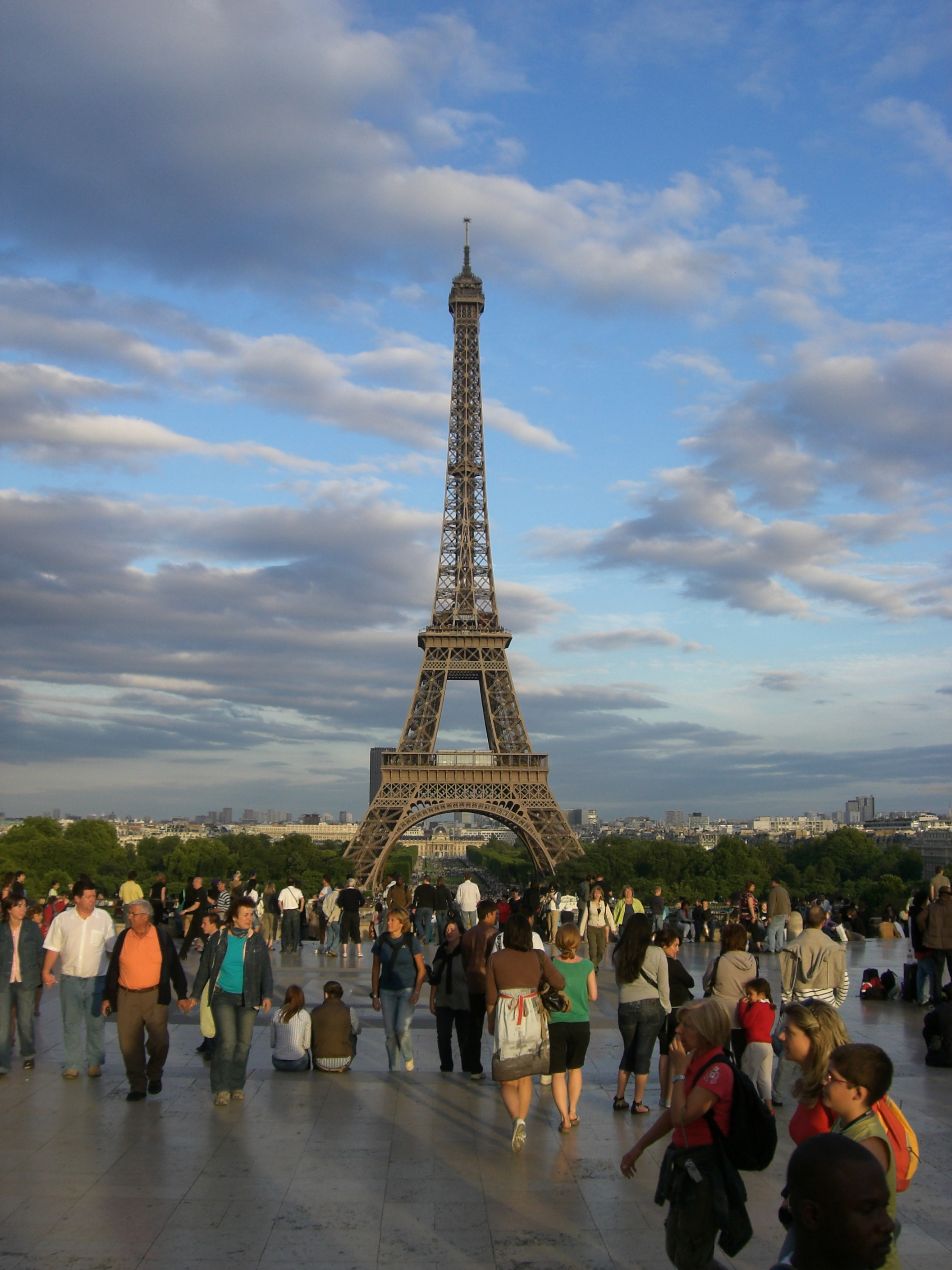
Turisté pod Eiffelovou věží v Paříži

Světová organizace cestovního ruchu OSN (UNWTO) definuje cestovní ruch jako „činnost osoby cestující na přechodnou dobu do místa mimo její běžné životní prostředí (obvyklé prostředí), a to na dobu kratší, než je stanovena, přičemž hlavní účel její cesty je jiný než vykonávání výdělečné činnosti v navštíveném místě“.
Klient služeb cestovního ruchu se nazývá turista a UNWTO jej definuje jako osobu, která pobývá nejméně 24 hodin a nejvýše jeden rok mimo svůj obvyklý domov, nemá z této destinace příjem a neruší své právní vztahy s domovem, kam se nakonec vrací. Podle této definice mezi turisty nepatří migranti, kteří se domů nevracejí, ale ani cizí dělníci nebo brigádníci, kteří mají v cílové zemi příjem. Naproti tomu například obchodní zástupci, účastníci kongresů a školení, vysílaní delegáti a experti se za turisty pokládají (odtud např. označení „kongresový turismus“). Definice UNWTO nerozlišuje, za jakým účelem klienti cestují, nejčastější důvody bývají poznávací, rekreační, sportovní, ale také profesionální a obchodní.

## Cíle (destinace)
Mezi nejoblíbenější cíle rekreačních turistů patří v létě moře a v zimě vysoké hory. Poznávací turismus nejvíce přitahují oblasti bohaté na historické, umělecké a kulturní památky (Francie, Itálie, Řecko), přírodní rezervace, bohatý kulturní život a ovšem i mimořádné světové výstavy, festivaly, lidový folklor a podobně. Významnou složku tvoří sportovní turismus: olympiády, mistrovství, turnaje.

### Nejoblíbenější destinace mezinárodního turismu
| Pořadí |                    | Země               | Region       | Příjezdy (2017) | Příjezdy (2009) | Příjezdy (2008) | Příjezdy (2006) |
| ------ | ------------------ | ------------------ | ------------ | --------------- | --------------- | --------------- | --------------- |
| 1      | Francie            | Francie            | Evropa       | 100,3 milionu   | 74.2 milionu    | 79.2 milionu    | 77.9 milionu    |
| 2      | USA                | Spojené státy      | Sev. Amerika | 75,9 milionu    | 54.9 milionu    | 57.9 milionu    | 51.0 milionu    |
| 3      | Španělsko          | Španělsko          | Evropa       | 81,8 milionu    | 52.2 milionu    | 57.2 milionu    | 58.0 milionu    |
| 4      | Čína               | Čína               | Asie         | 60,7 milionu    | 50.9 milionu    | 53.0 milionu    | 49.9 milionu    |
| 5      | Itálie             | Itálie             | Evropa       | 56,9 milionu    | 43.2 milionu    | 42.7 milionu    | 41.1 milionu    |
| 6      | Spojené království | Spojené království | Evropa       | 37,7 milionu    | 28.0 milionu    | 30.1 milionu    | 30.7 milionu    |
| 7      | Turecko            | Turecko            | Evropa       | 37,6 milionu    | 25.5 milionu    | 25.0 milionu    | 18.9 milionu    |
| 8      | Německo            | Německo            | Evropa       | 37,5 milionu    | 24.2 milionu    | 24.9 milionu    | 23.6 milionu    |
| 9      | Malajsie           | Malajsie           | Asie         | 23.6 milionu    | 22.1 milionu    | 21.0 milionu    | 17.5 milionu    |
| 10     | Mexiko             | Mexiko             | Sev. Amerika | 22,3 milionu    | 21.5 milionu    | 22.6 milionu    | 21.4 milionu    |
| 36     | Česko              | Česko              | Evropa       | ?? milionu      | ?? milionu      | 6.6 milionu     | 6.4 milionu     |

### Příjem z mezinárodního turismu
Příjmy z mezinárodního turismu vzrostly v roce 2015 na 1260 mld USD, což je o 4 % více než v roce 2014.
| Pořadí |                    | Země               | Region       | Příjem (2016) | Příjem (2009) | Příjem (2008) | Příjem (2006) |
| ------ | ------------------ | ------------------ | ------------ | ------------- | ------------- | ------------- | ------------- |
| 1      | USA                | Spojené státy      | Sev. Amerika | $204,5 mld.   | $94.2 mld.    | $110.1 mld.   | $85.8 mld.    |
| 2      | Španělsko          | Španělsko          | Evropa       | $56,5 mld.    | $53.2 mld.    | $61.6 mld.    | $51.1 mld.    |
| 3      | Francie            | Francie            | Evropa       | $45,9 mld.    | $48.7 mld.    | $55.6 mld.    | $46.3 mld.    |
| 4      | Itálie             | Itálie             | Evropa       | $44,5 mld.    | $40.2 mld.    | $45.7 mld.    | $38.1 mld.    |
| 5      | Čína               | Čína               | Asie         | $114,1 mld.   | $39.7 mld.    | $40.8 mld.    | $33.9 mld.    |
| 6      | Německo            | Německo            | Evropa       | $36.9 mld.    | $34.7 mld.    | $40.0 mld.    | $32.8 mld.    |
| 7      | Spojené království | Spojené království | Evropa       | $45,5 mld.    | $30.1 mld.    | $36.0 mld.    | $34.6 mld.    |
| 8      | Austrálie          | Austrálie          | Oceánie      | $ ?? mld.     | $25.6 mld.    | $24.8 mld.    | $17.8 mld.    |
| 9      | Turecko            | Turecko            | Evropa       | $ ?? mld.     | $21.3 mld.    | $22.0 mld.    | $16.9 mld.    |
| 10     | Rakousko           | Rakousko           | Evropa       | $ ?? mld.     | -             | $21.8 mld.    | $16.6 mld.    |
| 32     | Česko              | Česko              | Evropa       | $ ?? mld.     | -             | $7.7 mld.     | $5.5 mld.     |

V roce 2016 se nově umístilo Thajsko (44,6 mld.), Hongkong (36,2 mld) a Macao (31 mld), kdežto Austrálie, Rakousko a Turecko se mezi prvními deseti neumístily.

## Cestovní ruch v ČR a ekonomika
Cestovní ruch je významnou ekonomickou činností v ČR. V roce 2019 dosáhl 2,76 % podílu na tvorbě přidané hodnoty, během pandemie koronaviru v roce 2021 se stal jedním z nejvíce zasažených sektorů hospodářství a jeho podíl na tvorbě HDP ČR se propadl na 1,55 % (95,0 miliard korun). Zaměstnanost v oboru cestovního ruchu činila 215,2 tisíce osob. Cestovní ruch v ČR zaměstnává 4 % osob. Je důležité se zabývat také negativními dopady cestovního ruchu a umět reálně hodnotit jeho mimokomerční přínos. Známkou takového myšlení je stále častější[zdroj?] užívání slovního spojení „planý turismus“.

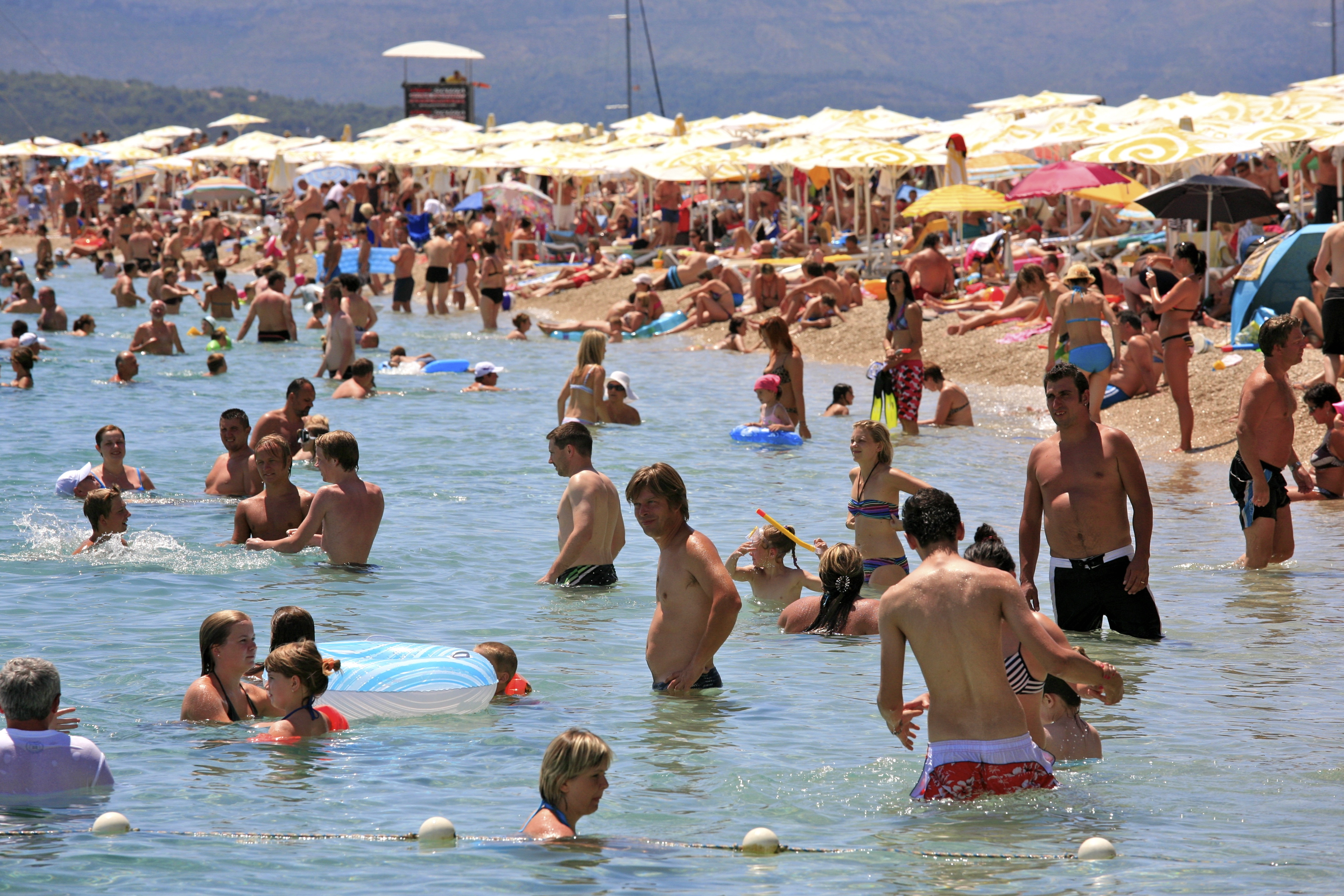
Mořské pláže jsou jednou z nejčastějších turistických destinací

## Podmínky turistických lokalit

### Přírodní podmínky a atraktivity
- hydrologické poměry
- reliéf
- fauna
- flóra

### Klimatické poměry
- teplota
- vlhkost vzduchu
- množství srážek a jejich rozdělení
- délka slunečního svitu

V celosvětovém srovnání mají svými hodnotami největší význam pro využití cestovním ruchem dva podnební pásy – mírný a subtropický. V ostatních podnebných pásech jsou klimatické hodnoty pro masový cestovní ruch a dlouhodobější pobytu nevhodné kvůli extrémně vysokým teplotám, přílišné vlhkosti vzduchu nebo naopak velkému suchu. Klimatické poměry se uplatňují v rozhodující míře na sezónnosti (= časový průběh realizace cestovního ruchu).
Hlavní sezónou v subtropickém klimatickém pásu a to hlavně v přímořských polohách je letní období. Celoroční využívání cestovního ruchu se omezilo pouze na některé oblasti, jako jsou např.: Baleáry, Kypr, Kréta, ostrovy egejského a Jaderského moře a další – jedná se především o dlouhodobé pobyty s koupáním a vodními sporty. Přitažlivost subtropického klimatu, zejména v oblastech Středozemního moře je dána vysokými letními teplotami a množstvím slunečního záření – to je odvozeno z rozdělení srážek.
Pravidelný chod počasí, umožňuje cestovnímu ruchu kalkulovat s relativně stálým počasím ve vrcholící sezóně.

### Hydrologické poměry
Z hlediska realizace cestovního ruchu se stávají stále významnějšími oblasti s vhodnými hydrologickými podmínkami. Dobré hydrologické poměry patří v globálních poměrech k nejdůležitějším lokalizačním podmínkám.

#### Podzemní vody
Zpravidla vytvářejí předpoklady pro bodovou koncentraci cestovního ruchu, to platí především o minerálních pramenech s léčebnými účinky. K historicky nejstarším centrům cestovního ruchu patří lázeňská střediska, která vznikla na podzemních vodách. Celoroční provoz jim umožňuje stálé vyvěrání pramenů, letní využitelnost je však vyšší. Většina lázeňských slouží hlavně k potřebám vnitrostátního ruchu. Relativně malý počet těchto středisek díky kvalitě svých pramenů a tradici, se vyvinul v centra mezinárodního významu (Vichy ve Francii, Wiesbaden v Německu a v České republice Karlovy Vary a Mariánské Lázně). Pro cestovní ruch jsou velmi atraktivní gejzíry (= další typy pramenů podzemních vod). Mezi nejproslulejší oblasti patří Island, severní ostrov Nového Zélandu a Yellowstonský národní park v USA.

#### Povrchové vody

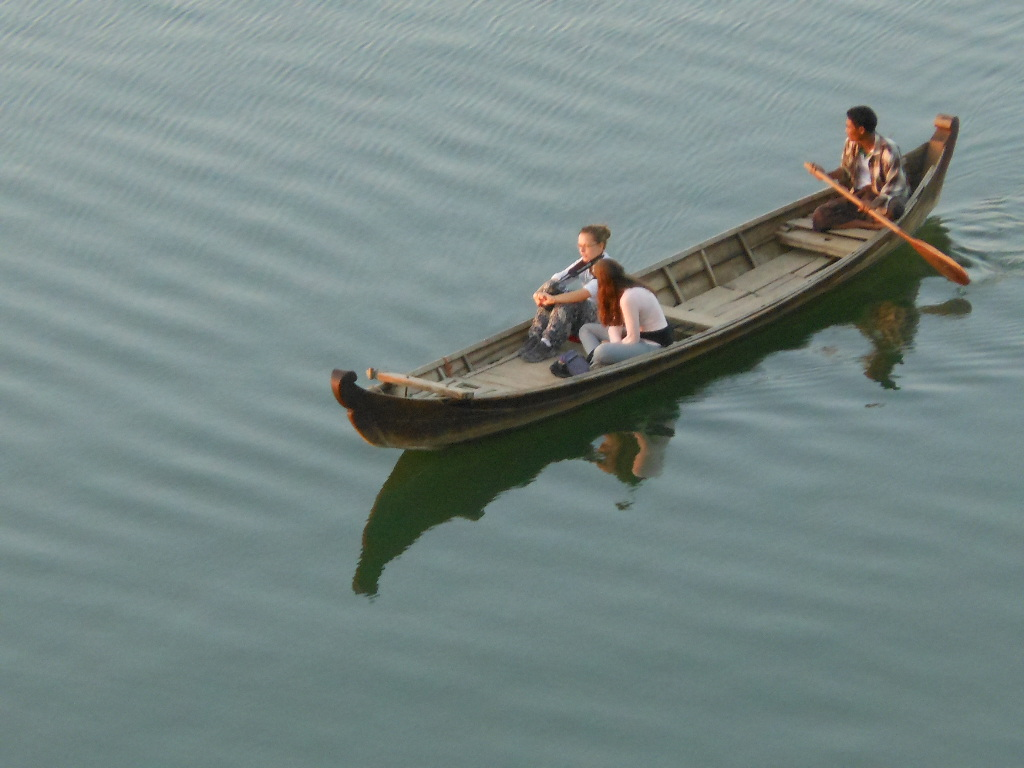
Turisté na pronajaté lodi

Sezónní využitelnost je závislá na teplotních poměrech, které vytvářejí předpoklady pro areálové rozmístění jeho realizace. Jejich hodnotu vytváří řada komponentů jako je například teplota a čistota vody, kvalita pobřežních pláží apod. Jejich znehodnocování má negativní vliv na jejich využití.

#### Moře
jsou z povrchových vod nejpřitažlivější a to především z hlediska dlouhodobých pobytů. Z celosvětového srovnání zaujímá nejvýznamnější postavení Středozemní moře k jehož pobřeží se soustřeďuje polovina mezinárodního cestovního ruchu Evropy. Příčina je v kvalitě jeho pobřežních vod tzn. vysoká teplota, v létě až 24–28 °C, vysoká slanost i s léčebnými účinky, vesměs výtečné pláže, exotická mořská, fauna atd. Černé moře má po této stránce nižší hodnoty s výjimkou teploty do 24 °C. Významnou koncentraci cestovního ruchu mají ostrovy amerického Středomoří a přilehlý jihovýchod USA (Florida). V Tichomoří se intenzivně využívají Havajské ostrovy, krátké úseky Kalifornského pobřeží USA a Mexika. V Indickém oceánu se v mezinárodním cestovním ruchu uplatňují ostrovy Maledivy, Mauricius, Seychely as Madagaskar.

#### Jezera a umělé vodní plochy
uplatňují se podobně jako moře, jejich funkční využití určuje zeměpisná šířka. Na intenzitu využití cestovním ruchem má vliv i jejich poloha, více využívaná jsou jezera a nádrže vzdálené od moře. Různorodé využití těchto ploch je rozšířeno prakticky po celém světě. Mezi nejnavštěvovanější oblasti patří jezera alpské oblasti především Švýcarska (Ženevské jezero, Bodamské jezero), Itálie (Comské jezero, Lago Maggiore, Gardské jezero), Rakouska a Německa. Významné soustředění cestovního ruchu se vytvořilo u jezer ve Velké Británii, v Polsku, Německu a na jihu Finska. Začínají se prosazovat vodní nádrže ve střední Evropě a na Pyrenejském poloostrově.

#### Řeky
zpravidla se uplatňují v uspokojování krátkodobých forem cestovního ruchu. V průmyslově vyspělých zemích je problémem jejich znečištění. Přitažlivost mnohých vodních toků je zvyšována přírodními zvláštnostmi jako jsou kaňony a vodopády, které se v konkrétní situaci mohou stát prvotním zdrojem přitažlivosti. Světově známý je kaňon řeky Colorado v USA. Nejatraktivnější jsou vodopády – turisticky nejnavštěvovanější jsou Niagárské vodopády na hranicích USA a Kanady a vodopády v Yosemitském národním parku. V Evropě je řada vodopádů v horských oblastech Švýcarska, Francie (Gavarnie na řece Gave du Pau na jihozápadě 422 m – nejvyšší v Evropě), Norska a Itálie. Velmi atraktivní jsou vodopády na řece Krka u Šibeniku a Plitvických jezerech v Chorvatsku. Světově proslulé jsou Viktoriiny vodopády na řece Zambezi.

### Reliéf a morfologické poměry

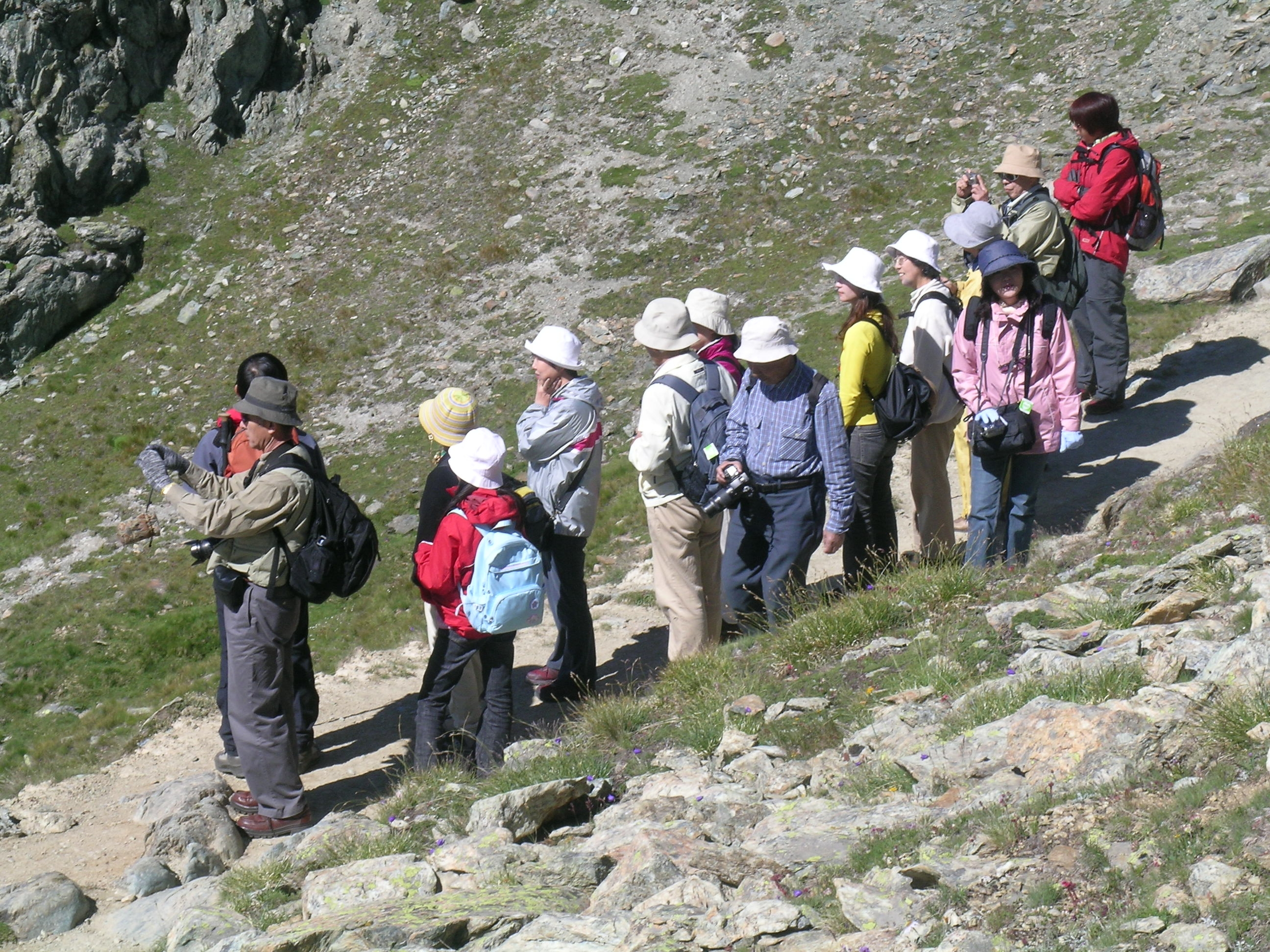
Vysokohorská turistika v Alpách

Pevnina je nezbytnou základnou pro fyzickou existenci člověka. Morfologická rozmanitost povrchu spolu s podnebím stále do značné míry určuje jeho život. Na přelomu 19. a 20. století začaly mít (tvary a celkový charakter reliéfu krajiny) morfologické poměry hodnotu pro využití cestovním ruchem.

#### Horizontální morfologie
má konkrétní vliv na charakter a kvalitu pobřeží povrchových vod a tím i na cestovní ruch. Minimální hodnotu mají pobřeží bažinatá, skalnatá, strmá a těžko přístupná z vnitrozemí. Největší hodnotu mají písčité pláže a to podle rozsahu a atraktivit v blízkosti. („černé pláže“ jsou tvoře vulkanickými písky – Kanárské ostrovy, Santorini), ovšem za předpokladu příznivých klimatických podmínek. Náročná kritéria splňují především pobřeží Jaderského moře v Chorvatsku (Makarská riviéra), francouzská Riviéra, španělské pobřeží na jihovýchodě, egejské pobřeží Řecka včetně ostrovů a jih portugalského pobřeží při Atlantiku. Méně atraktivní, ale jinak vhodné pro rekreační účely jsou pobřeží oblasti Černého moře. Vhodné podmínky mají pobřežní oblasti při Biskajském zálivu, pláže Normandie a jihovýchodní Anglie. Začínají se uplatňovat kvality pobřeží v některých oblastech afrického Středomoří jako je Tunisko a Egypt.

#### Vertikální členitost
uplatňuje se v cestovním ruchu přes makroformy reliéfu, z jednotlivých prvků má funkční využití především relativní výšková členitost, u středohor nemusí být vázána na nadmořskou výšku, ale i na modelační vliv klimatu. Například v severozápadní Evropě se ostře řezaný reliéf objevuje již od nadmořských výšek 800 m, ve střední Evropě od výšek 1 600 m. Velehory mají zvláštní charakter – ostré hřebeny, skalní štíty a stupně. Obzvláště ty části, které vystupují nad hranici lesů. Drsné klimatické podmínky a charakter reliéfu omezují funkční využití ve vrcholových partiích na náročnou turistiku a horolezectví. Intenzivní využití je poskytováno ve nižších a středních polohách. Pro většinu populace vyspělých zemích, žijících v nížinných oblastech, jsou přitažlivé horské oblasti, protože v horách nachází relativně nedotčenou přírodu. V horách je možné realizovat formy cestovního ruchu, pro které jsou níže položené oblasti nevhodné. K hospodářskému využití v horských a velehorských oblastí výrazně přispěl moderní cestovní ruch.

#### Vrchoviny a středohory
využívají se jako odpočinkové oblasti. Nepříliš členěná krajina, využívá se pro pěší turistiku a rodinou rekreaci. Jedná se o plošně rozsáhlejší oblasti a střediska cestovního ruchu jsou v nich většinou rozptýlenější, menší a klidnější. Důležitým doplňkem jsou v nich různé atraktivity jako jsou skalní útvary, krasové oblasti s jeskyněmi a propastmi apod.

#### Vysokohorské oblasti
lákají návštěvníky zvláštními útvary, které byly vytvořeny geologickým vývojem, tektonikou, působením ledovců. Vzhledem k tomu, že jejich rozsah v dopravně přístupných oblastech není velký, jsou zpravidla intenzívně využívány. Ve vysokohorských oblastech Evropy (Alpy, Pyreneje, Karpaty) to vedlo k orientaci zdejšího hospodářství na potřeby cestovního ruchu. V předhůřích a údolích vznikla střediska městského charakteru. Návštěvnost je někdy taková, že s sebou přináší řadu negativních rysů. Proto je nutné regulovat návštěvnost k ochraně přírodních zvláštností. Tyto oblasti slouží především k realizaci zimních sportů a dlouhodobé rekreace ve spojení s masovým rozvojem lyžování, to přispělo k vybudování dalších ubytovacích stravovacích zařízení i speciální dopravní infrastruktury (lanovka, vleky), která se využívá i v letním období pro vysokohorskou turistiku.

### Rostlinstvo a živočišstvo

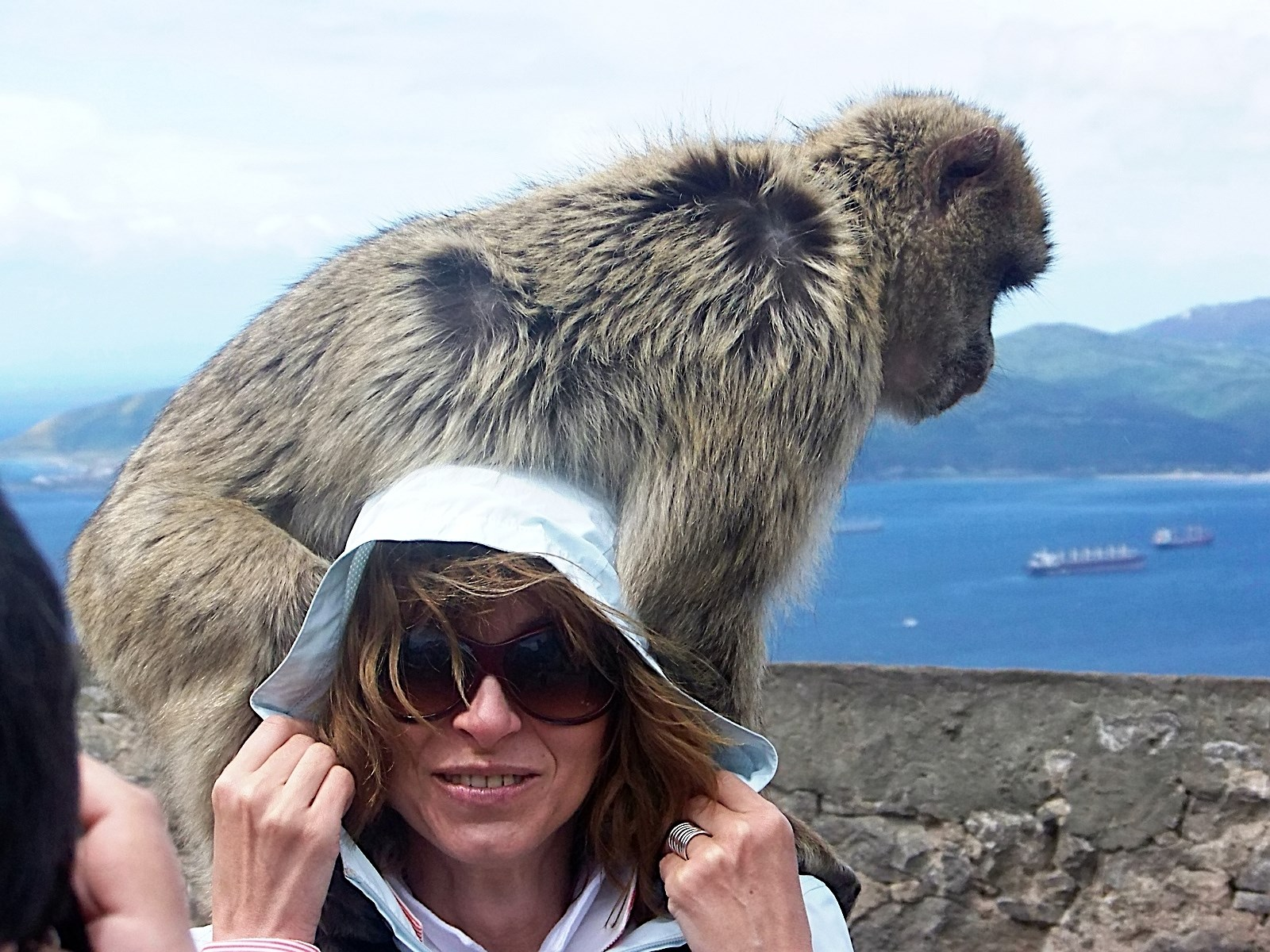
Lákadlem pro turisty na Gibraltaru jsou volně žijící makakové

Jako celek má menší vliv na rozmístění cestovního ruchu. Ve vyspělých zemích mají lesní porosty značný význam pro letní rekreaci a turistiku městské části populace. I některé rostlinné druhy a společenstva jsou objektem zájmu cestovního ruchu pokud nejde o oblast se zákazem přístupu veřejnosti. Světově proslulé jsou atraktivní porosty sekvojí v národním parku Muir Woods u San Francisca, obřích sekvojovců v národním parku Sequoia v Kalifornii. V České republice se zájem soustřeďuje na Žofínský a Boubínský prales.
Živočišstvo se v cestovním ruchu uplatňuje prostřednictvím chráněné a lovné zvěře. Nejčastější jsou cesty turistů za exotickou zvěří především do afrických národních parků a rezervací. K nejnavštěvovanějším národním parkům patří Serengeti v Tanzanii a Krugerův národní park v Jihoafrické republice, sem jsou pořádány fotografické a turistické „safari“ – tato forma cestovního ruchu má pro řadu afrických zemí velký ekonomický význam. Daleko významnější pro cestovní ruch je lov a rybolov.

## Společenské podmínky a atraktivity
Uspokojují hlavně poptávku po poučení a zábavě, uplatňují se přitom různorodé zájmy účastníků. Ve srovnání s přírodními podmínkami jsou výsledkem společenské činnosti prováděné v různých uměleckých i jiných hodnot a společenských, zábavních a kulturních akcí. Jejich hodnotu zvyšuje také skutečnost, že se vyskytují v oblastech přitažlivých i z hlediska přírodních podmínek, mnohé z nich mohou mít jen doplňkový význam pro jiné formy cestovního ruchu. Jejich rozmístění v určité oblasti je výhodné z hlediska směrování a rozsahu cestovního ruchu (zámky na Loiře, hrady a zámky Českého ráje apod.) – nerozhoduje však jejich kvantita, ale jejich kvalita.

### Kulturně-historické památky
Mají největší význam. Jejich využití cestovním ruchem je dáno zvláštností, uměleckou a historickou hodnotou. Velký význam mají jen ty nejcennější a nejproslulejší, ostatní fungují jako doplňující atraktivity. K nejpřitažlivějším patří architektonická díla historických slohu, moderní architektury, ale i různé užitkové stavby jako samostatné objekty nebo soustředěné do určitých komplexů. Předmětem zájmu je také jejich sochařská, malířská a řezbářská výzdoba. Modernizace dopravy umožnila rozšířit dostupnost těchto památek. Díky tomu se rozšiřuje i zájem o kulturně-historické a architektonické památky mimoevropských civilizací.

### Kulturní zařízení, kulturní a jiné akce
Kulturní zařízení tvoří soubor atraktivit, většina z nich vystupuje jako doplněk jiných památek. Pro mnohá kulturní zařízení je typický bodový – střediskový charakter rozmístění. Podle typu se pak dělí na zařízení, které soustřeďuje sbírky různého druhu jako jsou muzea, galerie, knihovny aj. a zařízení, jejichž prostřednictvím se realizují kulturní a jiné akce to jsou např. divadelní představení, hudební festivaly, slavnosti, kongresy, náboženské slavnosti a poutě.
Největší význam pro cestovní ruch mají muzea a galerie různých kategorií více či méně specializovaných. Na vedoucím místě je se svoji proslulostí pařížský Louvre – nachází se zde umělecká díla ze sbírky Františka I. s proslulou Monou Lisou. Mezi další světově známá muzea patří např.: Britské muzeum v Londýně, Národní galerie antického umění v Římě, Vatikánská muzea, muzeum Prado v Madridu.
Význam některých měst znásobují divadelní a operní představení a koncerty, také hudební a jiné festivaly. K světově významným scénám patří: Velké divadlo v Moskvě, Metropolitan Opera v New Yorku, milánská La Scala atd. Velký zájem je o různé festivaly – hudební, dramatické, folklorní a jiné např.: Salcburský hudební festival (srpen – září), Vídeňský hudební festival (květen – červenec), Pražské jaro (květen – červen) a mnoho jiných.
Náboženské slavnosti a poutě – měly již v minulosti masový charakter, v dnešní době jim zůstává jejich duchovní charakter, ale jinak jsou doprovázeny rysy, které jsou typické pro moderně organizovaný cestovní ruch. Jejich pověst a přitažlivost je dána tradicí, zjevením a tzv. zázraky. K světově proslulým poutním místům patří např.: Lurdy v jihozápadní Francii, Fátima v Portugalsku atd.

### Sportovní a zábavní zařízení a akce
V souvislosti s masovou účastí obyvatelstva na podnicích tohoto druhu roste i význam těchto zařízení v cestovním ruchu. Počet diváků je mnohonásobně vyšší než počet těch, kteří se zajímají o náročnější formy společenského vyžití, proto zařízení, která jsou budovaná pro tyto účely dosahují mnohdy kolosálních rozměrů. Olympijské hry, světová nebo regionální mistrovství různých sportů soustřeďují do míst konání velký počet diváků. Řadí se k nim tradiční karnevaly, býčí zápasy ve Španělsku a Mexiku atd. V cestovním ruchu si své místo udržují také různé zábavní parky např.: Prater ve Vídni, Legoland v Billundu, či Disneyland v Kalifornii.

### Činitelé ovlivňující cestovní ruch
- Lokalizační: Určují nejvhodnější místa pro turisty (památky, moře, známé parky, muzea)
- Selektivní: Kdo se zúčastní cestovního ruchu (turistika, kanoistika, kola)
- Realizační: Realizace zájezdů (doprava, strava, pojištění)

## Turismus v budoucnosti

### Vesmírný turismus
Definice vesmírného turisty není přesně ustanovená. Všichni turisté k současnému dni prováděli nějaký typ výzkumu a byli tedy spíše součástí mise než turisté. Oficiálním názvem NASA a Roskosmosu pro tyto lidi je tedy „účastník letu“. Další používaný termín je „komerční astronaut“ – to je trénovaný člen posádky soukromě financovaného letu. Těch je zatím 7 (2021). I roce 2021 má vesmírný turismus své limitace, kterými nejsou jen finanční nároky. Všichni adepti musí mít perfektní zdravotní stav a musí bezchybně znát fyziologii lidského organismu, aby se v případě komplikací mohli dorozumět s personálem na Zemi. Potíží může být i obdoba mořské nemoci. Tak zvaná kosmická nemoc se projevuje až u poloviny všech lidí ve vesmíru a je spojená s adaptací na stav bez tíže. Stav trvá prvních pár dní cesty. Proti příznakům této nemoci se používá obdoba kinedrylu. Adepti také musí projít kurzem astronavigace včetně znalostí Astro dynamiky. V případě sub orbitálních a krátkých orbitálních výletů však tyto nároky z velké části odpadají a je potřeba jen výjimečný zdravotní stav.

#### Typy vesmírného turismu
Vesmírný turismus je cesta do vesmíru s rekreačním účelem. Je zde několik typů vesmírného turismu. 

##### Sub orbitální turismus
tyto takzvané skoky dosahují k nebo nad hranici vesmíru, ale nedokončí ani jednu orbitu kolem země. Pasažéři jsou schopní zažít stav bez tíže. Nejblíže k fungujícímu podnikání zde má Virgin Galactic a jeho zmiňované sob orbitální skoky již předplacené více než 700 lidmi.

##### Orbitální turismus
na rozdíl od sub orbitálních skoků je plavidlo při tomto výletu umístěno na stabilní oběžnou dráhu a ukončí alespoň jednu celou orbitu země. Boeing v současnosti úzce spolupracuje s NASA na vývoji programu, který má konkurovat cenám v minulosti nastaveným Roskosmosem.

##### Turismus mimo orbitu
nejlepším příkladem je let kolem Měsíce, případně rovnou přistání na Měsíci. Věří se, že to bude možné počátkem roku 2023. V roce 2017 Elon Musk oznámil přijetí dvou soukromých zakázek v hodnotě 70 milionu dolarů za osobu, projekt je v současnosti odložen. Společnost Space Adventures pracuje na projektu, který obkroužení měsíce dopřeje každému, kdo zaplatí 100 milionů dolarů.

#### Možné aktivity ve vesmíru
Cesta do vesmíru jako taková je pro každého velmi unikátní zážitek a už jen samotný pocit beztíže by mohl pro množství lidí být dostatečným zážitkem na celý život. Méně známé je pak široké spektrum aktivit potenciálně dostupných na vesmírnách stanicích.
Těmy mohou být: 
| Aktivita                            | Příklad                                                             |
| ----------------------------------- | ------------------------------------------------------------------- |
| Pozorování Země                     | Sledování vlastního domu, tvorba počasí, atmosférické fenomény atd. |
| Pozorování vesmíru                  | Měsíc, planety, Slunce, hvězdy, mlhoviny atd.                       |
| Sport v nízké gravitaci             | Gymnastika, "létání", míčové hry atd.                               |
| Pozorování fenoménů nízké gravitace | Kapaliny, balistika, chování zvířat, pozorování rostlin atd.        |
| Vesmírné procházky                  | Pohled na Zemi mimo stanici                                         |
| Zahradničení                        | Adaptace květin v nízké gravitaci, exotické květiny atd.            |